# Roi Nan de Zhou
Le roi Nan de Zhou, ou Zhou Nan wang (chinois : 周赧王), parfois appelé Zhou Yinwang (周隱王). De son nom personnel Ji Yan (姬延), fut le 37e et dernier roi chinois de la dynastie Zhou : couronné à Luoyi (洛邑) en -314, il resta roi jusqu’à ce que son domaine soit envahi en -256.

## Règne
Il succéda en -314 au roi Shenjing de Zhou (周慎靚王), qui régnait depuis six années. Il n’était pas possible pour lui d’empêcher la chute de sa dynastie, le pouvoir dynastique s’étant trop érodé : son autorité ne pouvait pas s’exprimer aisément à l’extérieur de son propre palais. Malgré la faiblesse évidente de sa dynastie, il régna pendant cinquante-huit ans.

### Le rôle du roi
Le roi Nan n'avait plus de pouvoir exécutif, ni de pouvoir législatif. Son rôle fut réduit à un rôle religieux. Il exécutait les rituels que seul lui pouvait faire étant donné qu'il était le seul Tianzi en fonction et que les rituels concernaient le pays entier. Les rituels étaient généralement exécutés pour favoriser les récoltes, mais toutes sortes d'autres rituels ne pouvaient être exécutés que par le souverain légitime et c'est pour cela que le rôle du roi Zhou revêtait une grande importance religieuse. Cependant, celui-ci ne recevait désormais plus les hommages ni les tributs de ses vassaux.

### Politique d'expansion
Le roi Nan mit au point avec ses conseillers, un plan ingénieux qui avait comme intention de recouvrer des territoires perdus jadis à l'État de Han. Malheureusement ce plan ne put jamais être appliqué à cause de la conjoncture politique.

### Le roi Nan au centre de la diplomatie desRoyaumes Combattants
Le roi Nan par le prestige de son lignage et par le prestige de sa fonction et malgré l'état de déclin avancé de sa dynastie, exerçait toujours une grande influence dans le jeu diplomatique pendant cette période. Il réussit à plusieurs reprises à contenir plusieurs invasions et tentatives d'annexions d'autres États. En outre, il occupait toujours le sommet de la hiérarchie du pays entier et avec la disparition du titre d'hégémon, reprit sa place en tant que puissance diplomatique au sein des royaumes combattants.

### Un réseau d'espionnage au service de Qin
Le roi Nan jouait un jeu politique très complexe. Il servit en outre d'informateur au roi de Qin avec lequel il menait une guerre de tractation contre le royaume de Chu et le royaume de Han. En informant le roi de Qin des intentions et des mouvements militaires des autres États, il espérait éviter de voir les armées de Qin traverser son domaine.

## Un homme machiavélique
Le roi Nan menait une politique très complexe et jouait sur plusieurs côtés. Il joua souvent la tactique de la division et du chaos parmi ses ennemis. Tantôt avec Qin, tantôt contre, il cherchait d'abord à rétablir sa dynastie et démontra malgré la situation désespérée de sa dynastie, une grande énergie et un certain talent qui, malheureusement pour lui, n'aboutirent pas à autre chose que l'effondrement de sa dynastie.

## Les premières tentatives d'invasions
En -307, Qin attaqua le duché des Zhou de l'Ouest et le royaume de Chu se porta aussitôt à sa défense. Cependant, le royaume de Chu souhaitait annexer le domaine royal à cause de son alliance avec Qin. Intervint alors Su Dai, grand conseiller de la coalition mise en place par Chu pour défendre les Zhou de l'Ouest et suggéra que punir le roi Nan pour son alliance avec Qin n'était pas utile et que devenir un allié politique des Zhou serait plus profitable pour Chu. Le roi Huai renonça finalement à annexer le domaine royal.
Son successeur le roi Qingxiang de Chu conclut en -281 une alliance avec les États de Han et de Wei, dont le but était d'envahir et de mettre un terme au règne du patriarche des Zhou à Luoyi. Le roi Nan, l'ayant appris, envoya un de ses proches parents le duc Wu pour convaincre Zhaozi, un grand conseiller de Chu, de faire renoncer le roi Qingxiang dans cette idée. En outre, il argumenta sur le fait que sans le fils du Ciel, il n'en résulterait que chaos dans le pays de Chu et dans le monde. Le roi Qingxiang renonça finalement à son projet.

## La fin

### L'annexion par Qin
Son règne s’acheva en -256 alors qu'il fut vaincu par le Qin, après une ultime tentative de résistance militaire contre la percée offensive de Qin. Par la suite, sa capitale fut envahie et les trésors royaux furent envoyés à Qin. Ainsi prit fin la dynastie Zhou, une dynastie qui régna pendant plus de huit cents ans. Après lui, il n’y eut plus de roi Zhou, mettant fin officieusement à la dynastie Zhou, qui ne régnait déjà plus que par pur symbolisme depuis déjà un certain temps ; cela fut officialisé à l’avènement définitif de la dynastie Qin en -221, qui marqua aussi la fin de la période des Royaumes combattants, premier Moyen Âge chinois.

### Une invasion controversée
À la cour royale de Qin, l'annonce de l'invasion du domaine royal des Zhou ne fut pas bien reçue par tout le monde. Plusieurs hauts ministres et courtisans souhaitaient continuer les relations diplomatiques avec les Zhou puisque ceux-ci se montraient encore très utiles. D'autres rechignaient à attaquer le fils du Ciel et étaient effrayés par les conséquences éventuelles d'un tel événement.

## La fin d'une dynastie

### Un flou historique
Le roi Nan est généralement considéré comme étant le dernier roi de la dynastie Zhou, mais il y a un flou historique concernant les dernières années de la dynastie. Un personnage est évoqué parfois comme successeur au roi Nan, un certain Zhou Huiwang dont le nom personnel est toujours inconnu à ce jour. Il n'est pas certain qu'il ait effectivement été roi car il est parfois mentionné comme duc ou simple seigneur. Il est d'ailleurs nécessaire de savoir que tout le domaine royal des Zhou ne fut pas envahi en -256 et que l'hypothétique roi a très bien pu être un duc des Zhou de l'Est (東周). Mais il semble acquis que le dernier des Zhou fut capturé en -249.

## L'avènement duQin
L'annexion du domaine royal par Qin, marqua un tournant qui permettait au roi du Qin de réclamer pour lui-même le mandat céleste. À partir de ce moment Qin était en marche. Cela préfigura l'ascension du royaume de Qin au sein des autres royaumes combattants et légitimait le roi de Qin comme prétendant au titre royal du royaume unifié.